# گرجینا اسکرلاتوا
گرجینا اسکرلاتوا (انگلیسی: Gergina Skerlatova؛ زادهٔ ۲۵ مارس ۱۹۵۴) بازیکن بسکتبال اهل بلغارستان است.
از باشگاه‌هایی که در آن بازی کرده‌است می‌توان به اشاره کرد.